# Liste der Monuments historiques in Anché (Vienne)
Die Liste der Monuments historiques in Anché (Vienne) führt die Monuments historiques in der französischen Gemeinde Anché auf.

## Liste der Bauwerke
| Bezeichnung         | Beschreibung                                       | Standort | Kennzeichnung | Schutzstatus | Datum | Bild |
| ------------------- | -------------------------------------------------- | -------- | ------------- | ------------ | ----- | ---- |
| Château de Villenon | Schloss, erbaut Ende des 15. Jahrhunderts und 1752 | (Lage)   | PA00105797    | Inscrit      | 1990  |      |

## Liste der Objekte
- Monuments historiques (Objekte) in Anché (Vienne) in der Base Palissy des französischen Kultusministeriums